# 8-ма гірсько-піхотна дивізія (Третій Рейх)
8-ма гірсько-піхотна дивізія (Третій Рейх) (нім. 8. Gebirgs-Division) — легка піхотна дивізія Вермахту за часів Другої світової війни.

## Історія
8-ма гірсько-піхотна дивізія була створена 27 лютого 1945 в результаті реформування 157-ї гірсько-піхотної дивізії (нім. 157. Gebirgs-Division) Вермахту.

## Райони бойових дій
- Італія (лютий — травень 1945).

## Командування

### Командири
- генерал-лейтенант Пауль Шрікер (нім. Paul Schricker) (27 лютого — 3 травня 1945).